# Travacò Siccomario
Travacò Siccomario – miejscowość i gmina we Włoszech, w regionie Lombardia, w prowincji Pawia.
Według danych na rok 2004 gminę zamieszkiwało 3557 osób, 237,1 os./km².